# Ullensaker
Ullensaker est une kommune du comté d'Akershus en Norvège.